# Mittelrheinisches Becken

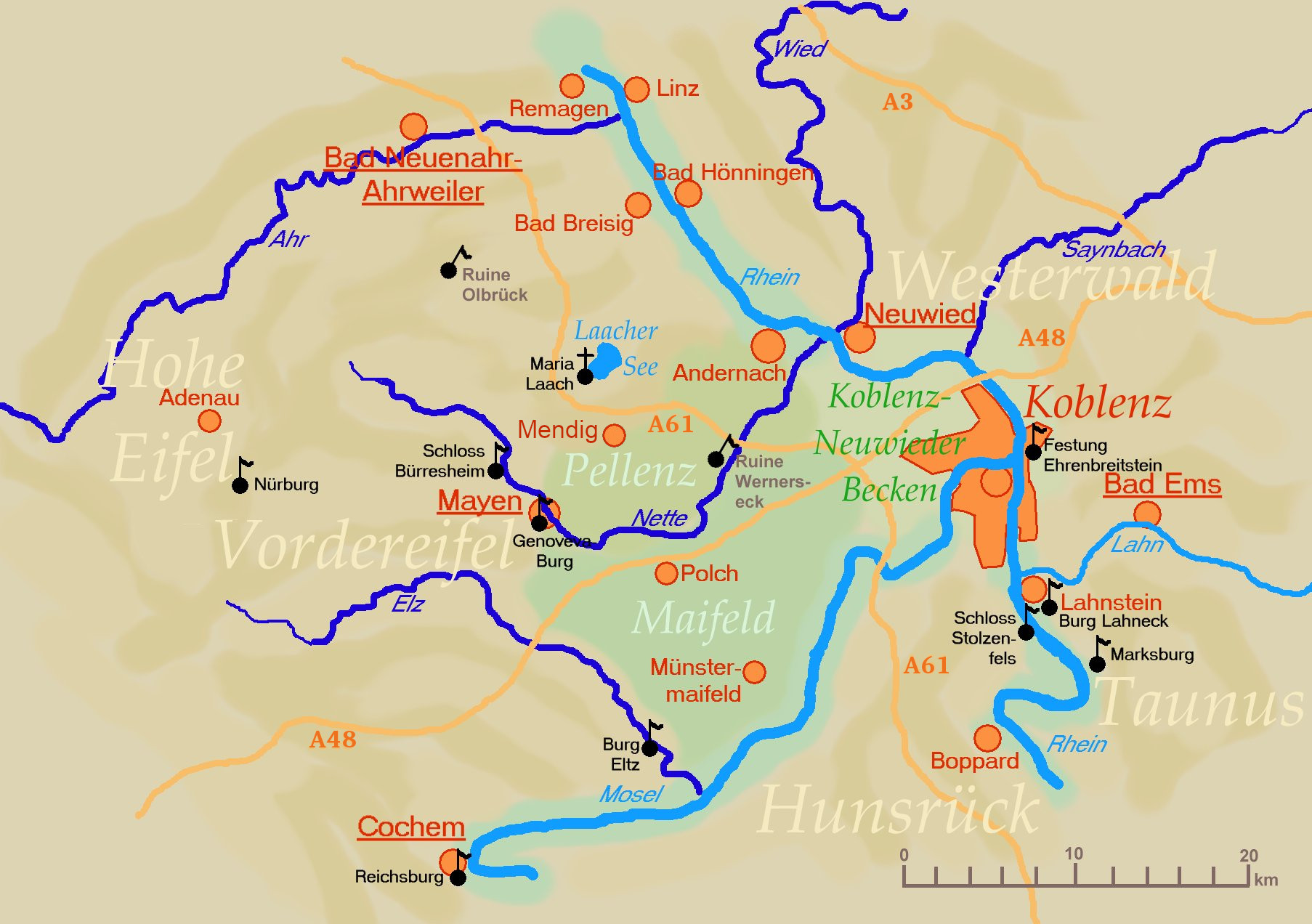
Landschaftskarte

Das Mittelrheinische Becken ist die zentrale Teillandschaft am Mittelrhein und bildet neben dem Limburger Becken einen der größeren intramontanen Senkungsräume innerhalb des Rheinischen Schiefergebirges. Die Senke gliedert sich in die Talweitung des Neuwieder Beckens, den rechtsrheinischen Neuwieder Beckenrand und linksrheinisch in das Untere Moseltal im Süden sowie das Maifeld-Pellenzer Hügelland im Norden.
Begrenzt wird das Becken rechtsrheinisch im Nordosten und Osten durch die Abhänge des Westerwaldes sowie linksrheinisch von Nord- bis Südwest durch die Eifel und im Südosten durch das Tal der Mosel oberhalb Moselkerns. Sein wintermildes und regenarmes Klima ermöglicht eine intensive landwirtschaftliche Nutzung, was auch die Waldarmut dieser Landschaft bedingt.

## Naturräumliche Gliederung
Das Handbuch der naturräumlichen Gliederung Deutschlands ordnet das Mittelrheinische Becken der Haupteinheitengruppe 29, dem Mittelrheingebiet, zu, führt es selbst als Haupteinheit 291 auf und untergliedert es wiederum in folgende Untereinheiten:
- (zu 29 – Mittelrheingebiet)
  - 291 Mittelrheinisches Becken
    - 291.0 Neuwieder Rheintalweitung (Rheintal)
    - 291.1 Neuwieder Beckenrand (rechtsrheinisch)
      - 291.10 Hüllenberger Randterrasse
      - 291.11 Wollendorf-Gladbacher Beckenhang
      - 291.12 Ehrenbreitsteiner Randterrasse

    - 291.2 Maifeld-Pellenzer Hügelland (linksrheinisch)
      - 291.20 Andernach-Koblenzer Terrassenhügel im weiteren Sinne (linksrheinisch)
        - 291.200 Andernach-Koblenzer Terrassenhügel im engeren Sinne (links von Rhein und Mosel)[5]
        - 291.201 Koblenzer Moseltal
        - 291.202 Karthause (rechts der Mosel und links des Rheins)

      - 291.21 Karmelenberghöhe (deutlich linksrheinisch)
      - 291.22 Pellenzer Senken- und Hügelland (deutlich linksrheinisch)
        - 291.220 Pellenzvulkane
        - 291.221 Pellenzsenke
        - 291.222 Pellenzhöhe

      - 291.23 Niedermaifeld (linksrheinisch)
        - 291.230 Niedermaifelder Senke
        - 291.231 Niedermaifelder Terrasse
        - 291.232 Niedermaifelder Höhe

      - 291.24 Obermaifeld (Westen)
      - 291.25 Mayener Kessel (Westen)

    - 291.3 Unteres Moseltal (linksrheinisch)
      - 291.30 Dieblicherberg-Terrasse (rechts der Mosel)
      - 291.31 Untere Moseltalsenke[6] (Mosel von Moselkern bis Lay)

### Neuwieder Becken
Diese auch Koblenz-Neuwieder Becken genannte und zwischen den Städten Koblenz und Neuwied gelegene Talweitung trennt auf einer Länge von ca. 22 Flusskilometern das Engtal des oberen von dem des unteren Mittelrheins. Aufgrund seines fruchtbaren Bodens ist das Neuwieder Becken seit frühester Zeit besiedelt. Das Landschaftsbild wird heute von intensivem Obstanbau ebenso geprägt wie von Industrieansiedlungen. Im Verdichtungsraum des Neuwieder Beckens leben ca. 300.000 Einwohner.

#### Städte
- Andernach
- Bendorf
- Koblenz
- Mülheim-Kärlich
- Neuwied
- Vallendar
- Weißenthurm

### Maifeld

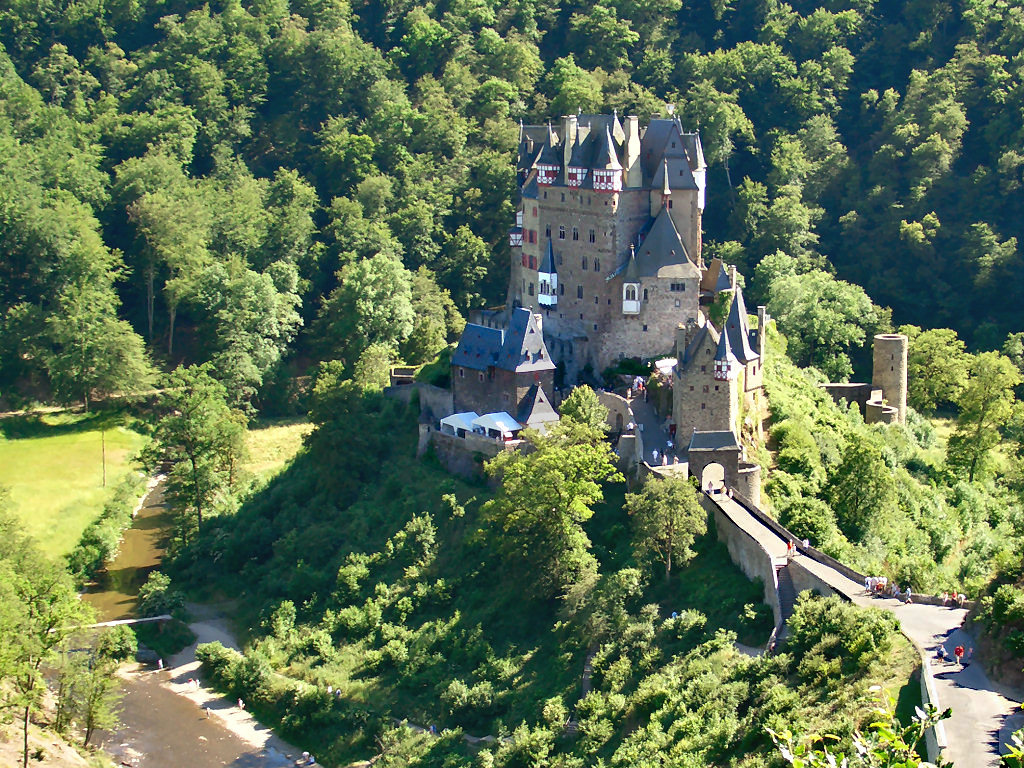
Der Elzbach und die Burg Eltz

Dieser südwestliche Teil des Mittelrheinischen Beckens fällt besonders durch seine leichten Hügel auf. Er wird durch die in das Hügelland tief eingeschnittenen Flusstäler der Mosel (nach Südosten) und der Elz (nach Südwesten) begrenzt; Nordwestgrenze ist z. T. die Nette. Hauptsächlich wird dieses Gebiet landwirtschaftlich genutzt. Die Böden gelten als besonders fruchtbar. Städte im Maifeld sind Polch (Sitz der Verbandsgemeinde Maifeld im Landkreis Mayen-Koblenz, aber streng genommen im Pellenz gelegen) und Münstermaifeld.

### Die Pellenz
Dieses Hügelland bildet den nordwestlichen Teil der Senke zwischen Mayen und Andernach. Sie ist geprägt von Landwirtschaft und Tagebau (Bims und Lavasand) und der damit zusammenhängenden Baustoffindustrie. Durch die hügelige und von West nach Ost zum Rhein hin leicht abfallende Landschaft mit ihren einprägsamen Vulkankuppen (die zumeist abgebaggert werden) fließt, die Landschaft überwiegend südlich zum Maifeld hin begrenzend, der kleine Fluss Nette.
Zur Pellenz gehören die vorwiegend industriell geprägten Orte Plaidt, Ochtendung, Kruft, Nickenich und Kretz (Pellenzvulkane, Osten) sowie Niedermendig (heute Mendig), Kottenheim, Thür (Pellenzsenke, Westen) und das ins Maifeld hinein ragende Polch (Pellenzhöhe, Süden). Das Gebiet liegt verkehrsgünstig an der Autobahn A 61 und der Eifel-Pellenz Bahn. In der Pellenz wurden bei Ausgrabungen Siedlungsreste von vor über 300.000 Jahren, keltische wie auch römische Siedlungsreste und Gräberfelder gefunden. Touristisch interessant ist u. a. die Burg Wernerseck.
Zudem ist Pellenz der Name einer Verbandsgemeinde in Rheinland-Pfalz, die den Norden der Landschaft Pellenz umfasst und ihren Sitz in Plaidt hat.

## Allgemeine Quellen
- Bundesamt für Naturschutz
  - Kartendienste
  - Landschaftssteckbriefe
    - Neuwieder Rheintalweitung
    - Neuwieder Beckenrand und Maifeld-Pellenzer Hügelland
    - Unteres Moseltal